# شتروتسبوش
شتروتسبوش (به آلمانی: Strotzbüsch) یک شهر در آلمان است که در فولکانایفل واقع شده‌است. شتروتسبوش ۴۴۲ نفر جمعیت دارد.